# Ashow
Ashow is een civil parish in het Engelse graafschap Warwickshire. In het dorpje wonen 108 mensen.
Ashow werd reeds vermeld in het Domesday Book van 1086. Indertijd telde men er onder meer 22 huishoudens, twee watermolens en 16 acres aan weiland. Het had een schamele belastingopbrengst van 0,3 geldum.
De plaats heeft twintig vermeldingen op de Britse monumentenlijst. Daaronder bevindt zich de dorpskerk, waarvan de oudste delen uit de twaalfde eeuw stammen.